# 立正寺 (宮崎市)
立正寺（りっしょうじ）は、宮崎県宮崎市末広にある日蓮宗の寺院。日蓮宗の総本山である身延山久遠寺の別院であるため、独自の山号は持たず、身延山宮崎別院立正寺と称する。
別称に立正寺運勢相談所。

## 概要

### 沿革
- 明治36年（1903年）、宮崎県へ田中智學が布教を始める
- 明治38年（1905年）、梶原トクにより日蓮本宗婦人会が結成される
- 明治39年（1906年）、中川美之作が日蓮本宗信積講を結成、愛媛県伊予の清水是教、鹿児島県の浅野常瑞、熊本県の江淵啓勇などに、宮﨑県への布教を依頼
- 明治41年（1908年）、米井寿三郎により宮崎妙法講が発足
- 大正9年（1920年）、「日蓮宗宮崎教会所」として認可され、輪番布教を行うようになる
- 昭和3年（1928年）、長崎県から森下龍宣日裕が入山し、正式に開山となる
- 昭和9年（1934年）、「身延山宮崎別院」の称号を受ける
- 昭和10年（1935年）、寺号を「立正寺」と公称する
- 昭和12年（1937年）、現在地（宮崎市末広1丁目）に同町内から移転する
- 昭和14年（1939年）、旧本堂が落慶する
- 昭和42年（1967年）、森下恵照日雄が3代目住職となる
- 昭和45年（1970年）、社会福祉法人立正保育園を設立、運営開始（31年間継続）
- 平成4年（1992年）、スリランカコロンボのガンガラーマ寺と友好寺院盟約を締結、同寺院より仏舎利を奉受

- 平成10年（1998年）、森下恵裕が4代目住職となる
- 平成12年（2000年）、現在の本堂・客殿が落慶する[1]。

### 信仰
宮崎水子観音
水子供養を長く続けている。
運勢相談所
「九識霊断法」による運命鑑定も行っている。

#### 主な法要
- 1月2日          午前10時 - 新春初参り祈願会
- 1月第3土曜日 午前10時 - 総合まんだら本尊初縁日
- 2月3日 午前9時半～午後6時 - 節分星祭り大祈願
- 2月第3土曜日 午前10時 - 釈尊涅槃会・宗祖降誕会
- 3月第1土曜日 午前10時 - 盛運祈願会
- 3月彼岸中日 午前10時・午後2時 - 春季彼岸会大法要・生類供養祭
- 4月第1土曜日 午前10時 - 釈尊降誕会
- 4月第3土曜日 午前10時 - 報恩感謝祭
- 5月第1土曜日 午前10時 - 鬼子母神例祭
- 5月第3土曜日 午前10時 - 報恩感謝祭
- 6月第1土曜日 午前10時 - 盛運祈願会
- 6月第3土曜日 午前10時 - 報恩感謝祭
- 7月第1土曜日 午前10時 - 盛運祈願会
- 7月第3土曜日 午前10時 - 報恩感謝祭
- 7月土用の丑の日 午後4時 - ほうろく灸祈願
- 8月第1土曜日 午前10時 - 目連尊者縁日
- 8月15日 午前10時・午後2時 - 盂蘭盆会施餓鬼大法要
- 9月第1土曜日 午前10時 - 盛運祈願会
- 9月彼岸中日 午前10時・正午12時・午後2時・午後4時 - 秋季彼岸会大法要・宮崎水子観音大祭
- 10月第1土曜日 午前10時 - 盛運祈願会
- 10月第3土曜日 午前10時 - 報恩感謝祭
- 11月第1土曜日 午前10時 - 盛運祈願会
- 11月第3土曜日 午前10時 - 宗祖報恩お会式大法要
- 12月第1土曜日 午前10時 - 盛運祈願会
- 12月第3土曜日 午前10時 - 歳末総供養・奉仕作業[4]

### 伽藍
本堂ならびに客殿は、全イス席とし、明るく、心落ち着くお寺として、参拝者に喜ばれている。